# フョードル・グリゴリエヴィチ・オルロフ

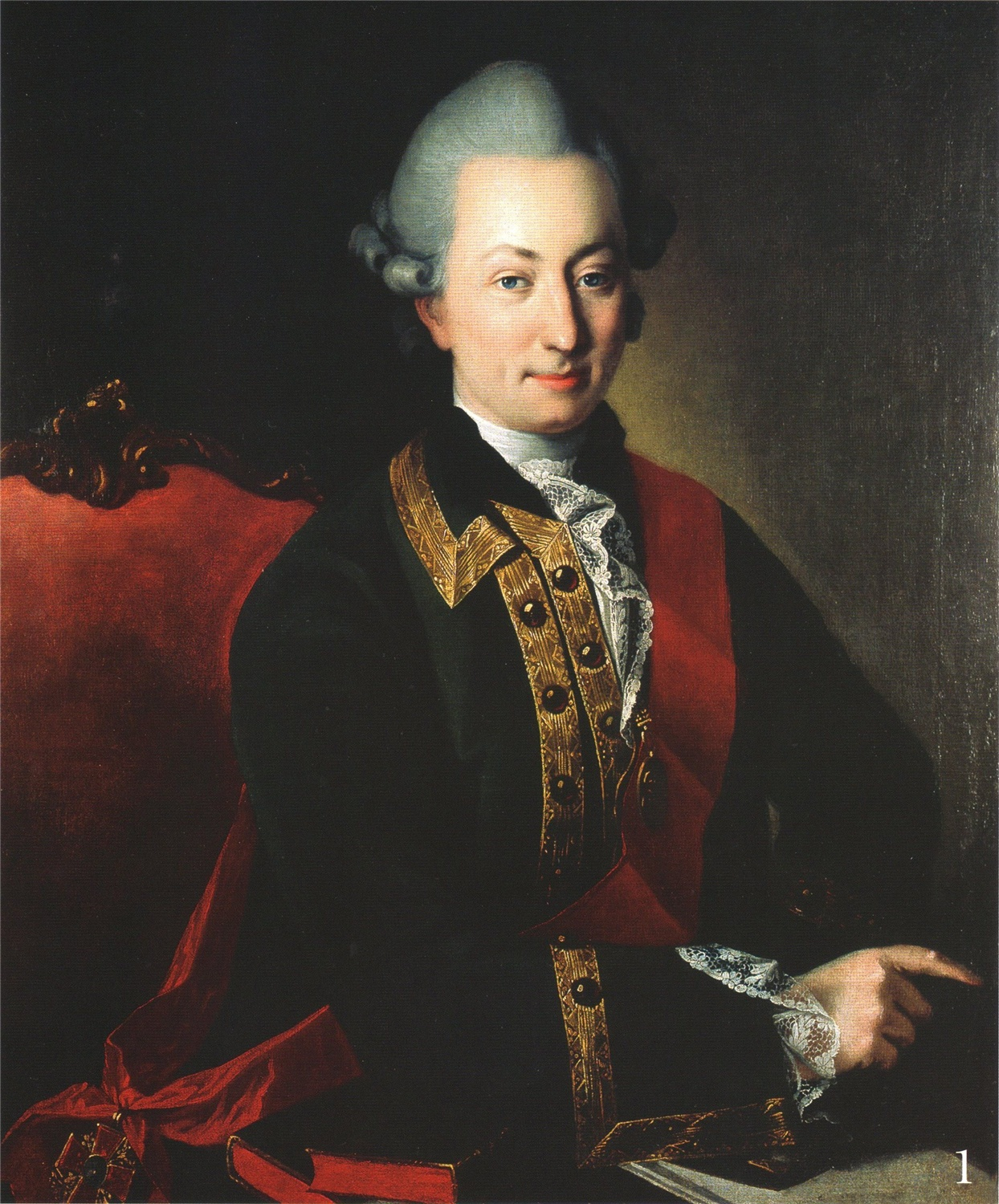
フョードル・グリゴリエヴィチ・オルロフ伯爵、カール・ルートヴィヒ・クリスティネック作、1768年。

フョードル・グリゴリエヴィチ・オルロフ伯爵（ロシア語: Фёдор Григо́рьевич Орло́в、1741年2月19日 - 1796年5月28日（グレゴリオ暦））は、ロシア帝国の軍人。オルロフ家出身。

## 生涯
大ノヴゴロド総督グリゴリー・イヴァノヴィチ・オルロフの息子として生まれ、七年戦争に参戦して頭角を現した。兄のグリゴリー・グリゴリエヴィチ・オルロフ、アレクセイ・グリゴリエヴィチ・オルロフとともに皇帝ピョートル3世を廃位して殺害した1762年の宮廷クーデターに関与したことで元老院の主検察官に任命された。1768年から1774年までの露土戦争ではグリゴリー・スピリドフ提督の部下として参戦、1770年のチェシュメの海戦でオスマン艦隊の戦列を突破した。このことを記念して、ツァールスコエ・セローでチェシュメの柱が建てられた。1775年に引退、1796年に死去した。

## 家族
生涯未婚であったが、5人の庶子があり、女帝エカチェリーナ2世は彼らを貴族に叙し、嫡出と認めた。
- 男子
- アレクセイ・フョードロヴィチ・オルロフ（1787年 - 1862年）
- ミハイル・フョードロヴィチ・オルロフ（ロシア語版）（1788年 - 1842年）
- グリゴリー・フョードロヴィチ・オルロフ（ロシア語版）（1790年 - 1853年）
- アンナ・フョードロヴナ・オルロヴァ（1795年 - 1830年）